# Scotty Pippen
Scotty Maurice Pippen Jr (ur. 10 listopada 2000 w Portland) – amerykański koszykarz, występujący na pozycji rozgrywającego, od 2024 zawodnik Memphis Grizzlies oraz zespołu G-League Memphis Hustle.
Jest synem członka Koszykarskiej Galerii Sław, sześciokrotnego mistrz NBA – Scottiego Pippena.
16 października 2023 został zwolniony przez Los Angeles Lakers. 16 stycznia 2024 zawarł umowę z Memphis Grizzlies na występy zarówno w NBA, jak i zespole G-League Memphis Hustle.

## Osiągnięcia
Stan na 21 stycznia 2024, na podstawie, o ile nie zaznaczono inaczej.

### NCAA
- Koszykarz roku Tennessee Sports Writers Association State (2021, 2022)
- Zaliczony do:
  - I składu:
    - konferencji Southeastern (SEC – 2021, 2022)
    - najlepszych pierwszorocznych zawodników SEC (2020)
    - turnieju Diamond Head Classic (2022)

  - składu:
    - SEC Academic Honor Roll (2022)
    - Lute Olson All-America (2022)
    - honorable mention All-American (2021 przez Associated Press)
- Zawodnik kolejki SEC (21.02.2022)
- Najlepszy pierwszoroczny zawodnik kolejki SEC (25.11.2019, 9.03.2020)
- Lider:
  - NCAA (oraz SEC) w liczbie celnych (224) i oddanych (299) rzutów wolnych (2022)
  - SEC w:
    - średniej punktów (2022 – 20,4)
    - liczbie:
      - punktów (2022 – 737)
      - strat (2022 – 121)

### G-League
- Zawodnik kolejki G-League (19.21.2022)
- Uczestnik:
  - meczu gwiazd NBA G League Next Up Game (2023)
  - turnieju drużynowego Jordan Rising Stars (2023)[7]